# Maximilian Siebald
Maximilian Siebald (* 12. Januar 1993 in München) ist ein deutscher Sportjournalist und ehemaliger Fußballspieler. Er arbeitet seit 2016 bei DAZN als Kommentator und Reporter. Dort ist er vor allem in der Bundesliga und der UEFA Champions League im Einsatz.
Davor war er lange Jahre bei der SpVgg Unterhaching und dem FC Ismaning als Fußballspieler im Einsatz.

## Karriere
Siebald kam 2002 vom SV Dornach zur SpVgg Unterhaching. Bis 2012 spielte der Mittelfeldspieler in den Jugendmannschaften. In der Saison 2011/12 kam er außerdem ein Mal in der zweiten Mannschaft des SpVgg zum Einsatz. In der Saison 2012/13 spielte er regelmäßig für die zweite Mannschaft, darüber hinaus stand er öfter im Kader der Drittligamannschaft, kam jedoch nur zu einem Profi-Einsatz. Zur Saison 2013/14 ging Siebald in die Bayernliga Süd zum FC Ismaning. Dort wurde er Stammspieler und entwickelte sich zum torgefährlichen Mittelfeldspieler. Mit dem FCI stieg er in die Landesliga ab und 2016 wieder in die Bayernliga auf. Im Sommer 2021 wechselte er zum FC Unterföhring und nach zwei weiteren Jahren schloss er sich dem FSV Pfaffenhofen an.
Im Sporjournalismus-Bereich ist er seit dem Jahr 2016 beim Streaming-Dienstleister DAZN tätig und hat ein vielseitiges Aufgabenprofil. Siebald arbeitet als Kommentator, Reporter und Moderator in den Wettbewerben der deutschen Bundesliga und der UEFA Champions League. Darüber hinaus kommentiert er auch die NBA für DAZN.